# Circondario della Sassonia Centrale
Il circondario della Sassonia Centrale (in tedesco Landkreis Mittelsachsen) è un circondario della Sassonia, in Germania.

Comprende 21 città e 32 comuni.

Capoluogo e centro maggiore è Freiberg.

## Storia
Il circondario della Sassonia Centrale fu creato il 1º agosto 2008 dall'unione dei circondari di Döbeln, Freiberg e Mittweida.

## Geografia antropica
(Abitanti il 31 dicembre 2022)

### Città
1. Augustusburg (4 495)
2. Brand-Erbisdorf, grande città circondariale (9 010)
3. Burgstädt (10 475)
4. Döbeln, grande città circondariale (23 763)
5. Flöha, grande città circondariale (10 516)
6. Frankenberg/Sa. (13 750)
7. Frauenstein (2 714)
8. Freiberg, grande città circondariale (40 485)
9. Geringswalde (4 158)
10. Großschirma (5 502)
11. Hainichen, grande città circondariale (8 448)
12. Hartha (6 777)
13. Leisnig (8 249)
14. Lunzenau (4 080)
15. Mittweida, grande città circondariale (14 332)
16. Oederan (7 782)
17. Penig (8 419)
18. Rochlitz, grande città circondariale (5 688)
19. Roßwein (7 355)
20. Sayda (1 697)
21. Waldheim (9 033)

### Comuni
1. Altmittweida (1 882)
2. Bobritzsch-Hilbersdorf (5 695)
3. Claußnitz (2 915)
4. Dorfchemnitz (1 512)
5. Eppendorf (3 945)
6. Erlau (3 126)
7. Großhartmannsdorf (2 450)
8. Großweitzschen (2 674)
9. Halsbrücke (4 983)
10. Hartmannsdorf (4 453)
11. Jahnatal (4 761)
12. Königsfeld (1 356)
13. Königshain-Wiederau (2 585)
14. Kriebstein (1 992)
15. Leubsdorf (3 265)
16. Lichtenau (7 008)
17. Lichtenberg/Erzgeb. (2 658)
18. Mühlau (2 119)
19. Mulda/Sa. (2 428)
20. Neuhausen/Erzgeb. (2 530)
21. Niederwiesa (4 745)
22. Oberschöna (3 249)
23. Rechenberg-Bienenmühle (1 789)
24. Reinsberg (2 832)
25. Rossau (3 483)
26. Seelitz (1 674)
27. Striegistal (4 546)
28. Taura (2 340)
29. Wechselburg (1 753)
30. Weißenborn/Erzgeb. (2 491)
31. Zettlitz (672)

### Comunità amministrative
1. Verwaltungsgemeinschaft Burgstädt: Burgstädt, Mühlau e Taura
2. Verwaltungsgemeinschaft Lichtenberg-Weißenborn: Lichtenberg/Erzgeb. e Weißenborn/Erzgeb.
3. Verwaltungsgemeinschaft Mittweida: Altmittweida e Mittweida
4. Verwaltungsgemeinschaft Rochlitz: Königsfeld, Rochlitz, Seelitz e Zettlitz
5. Verwaltungsgemeinschaft Sayda/Dorfchemnitz: Dorfchemnitz e Sayda